# Euproctis terminalis
Euproctis terminalis là một loài côn trùng trong họ Erebidae. Loài này được miêu tả khoa học đầu tiên.
Đây là loài gây hại của các cây trong chi Pinus, phát triển phổ biến ở Nam Phi.